# Río Chartres
El río Chartres (en inglés: Chartres River) es uno de los dos cursos de agua más grandes de la isla Gran Malvina, del archipiélago de las Malvinas. Es uno de los ríos más importantes de la isla, junto con el río Warrah.
Nace en el Monte Moody, en las Montañas Hornby y desemboca en la Bahía 9 de Julio, cerca de la localidad de Chartres. Es muy importante turísticamente, ya que en él se practica la pesca.